# БАЗ-2215
БАЗ-2215 «Дельфин» — автобус особо малого класса, предназначен для перевозки пассажиров на городских коммерческих маршрутах. Автобусы БАЗ-2215 собираются сразу на двух заводах корпорации «Эталон» — Бориспольском и Черниговском. Первый «Дельфин» производства ЗАО «Черниговский автозавод» сошел с конвейера в 2003 году. БАЗ-2215 является производной моделью от ГАЗели. В основе его конструкции лежит шасси ГАЗ-3302, а дизайн кузова — разработка специалистов Укравтобуспрома. Благодаря своему необычному внешнему виду автобус получил название «Дельфин».

## Техническое описание
Высота салона позволяет пассажирам стоять в полный рост, благодаря чему допускается проезд стоячих пассажиров. Салон оборудован четырнадцатью креслами и отгорожен от кабины водителя перегородкой. Пассажирская дверь, расположенная в передней части кузова, является автоматической. Также в задней части салона имеется аварийная дверь, открываемая вручную. Вентиляция салона осуществляется посредством одного люка в крыше и форточек на боковых окнах.
Первые машины БАЗ-2215 собирались на Бориспольском автозаводе, но производственных мощностей этого предприятия, где к тому времени уже выпускали автобусы БАЗ-А079 «Эталон», было недостаточно для выпуска новой модели. Поэтому в сентябре 2003 года производство микроавтобусов БАЗ-2215 началось на Черниговском автозаводе, созданном на базе предприятия «Черниговавтодеталь» в августе того же года. Некоторое время машины собирались на двух заводах одновременно, после их производство велось только в Чернигове.
В 2003—2004 годах помимо стандартной модификации Бориспольский автозавод выпускал также машины на шасси дорестайлинговой «ГАЗели». Эти микроавтобусы получили индекс БАЗ-22151.
С 2006 года вместо БАЗ-2215 стала выпускаться его модификация БАЗ-22154. На ней установлен двигатель ЗМЗ-405.22, соответствующий принятым на Украине нормам экологической безопасности Евро-2. Кроме того, обновленные «Дельфины» комплектуются системой ABS немецкой фирмы Wabco.

## Модификации
- БАЗ-2215 «Дельфин» — базовая модель.
- БАЗ-22151 «Дельфин» — дорестайлинговая модификация.
- БАЗ-22154 «Дельфин» — модификация, соответствующая стандарту Евро-2.
- БАЗ-22155 «Дельфин» — модификация, соответствующая стандарту Евро-2.
- БАЗ-3215 «Дельфин Макси» — трёхосный автобус на базе БАЗ-2215. Всего выпущено 2 экземпляра[5].

## Галерея

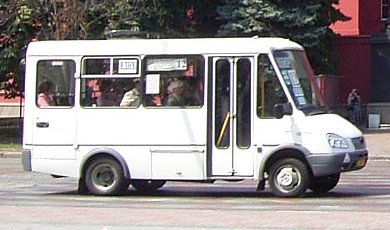
БАЗ-2215 «Дельфин»
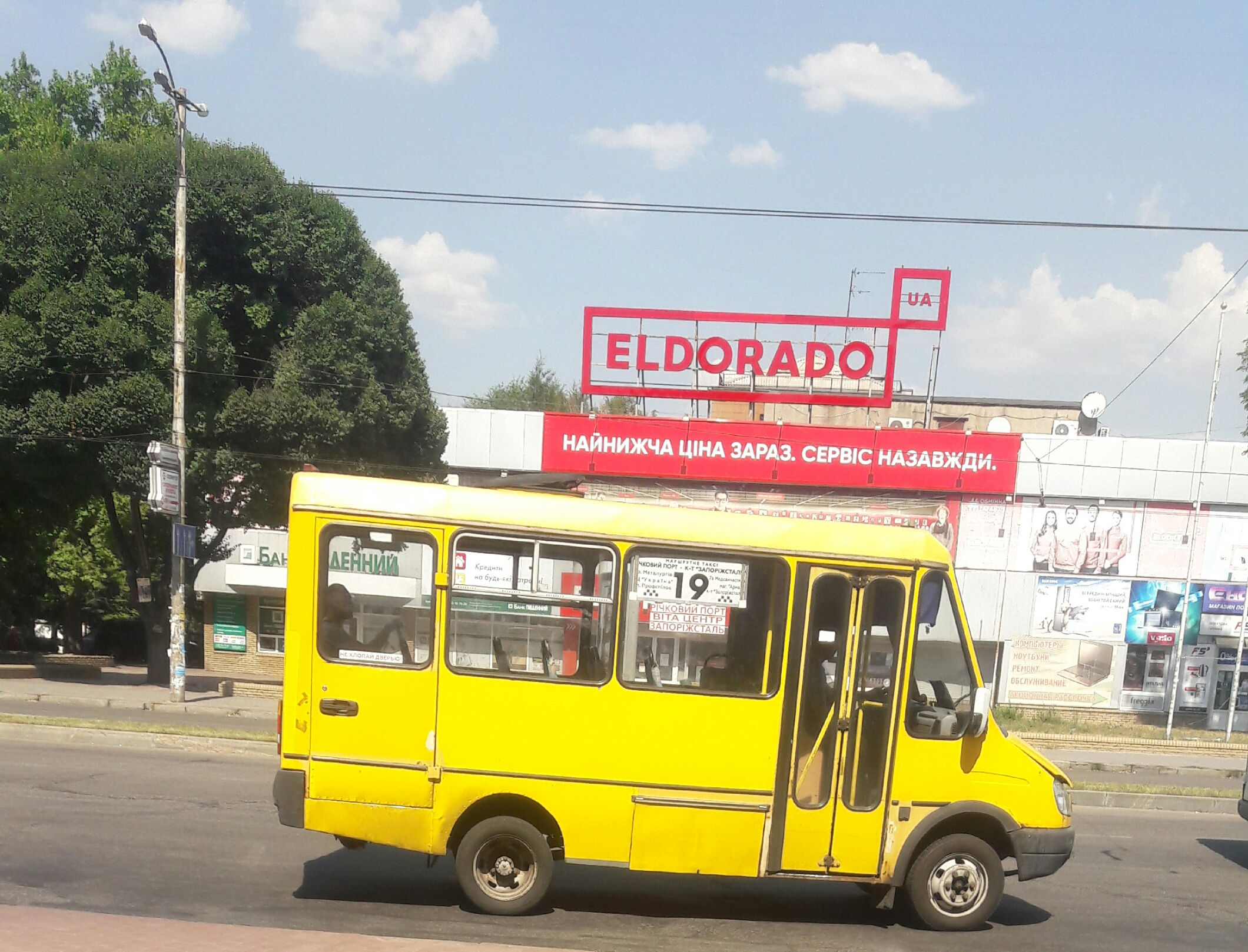
БАЗ-2215 «Дельфин» в Запорожье
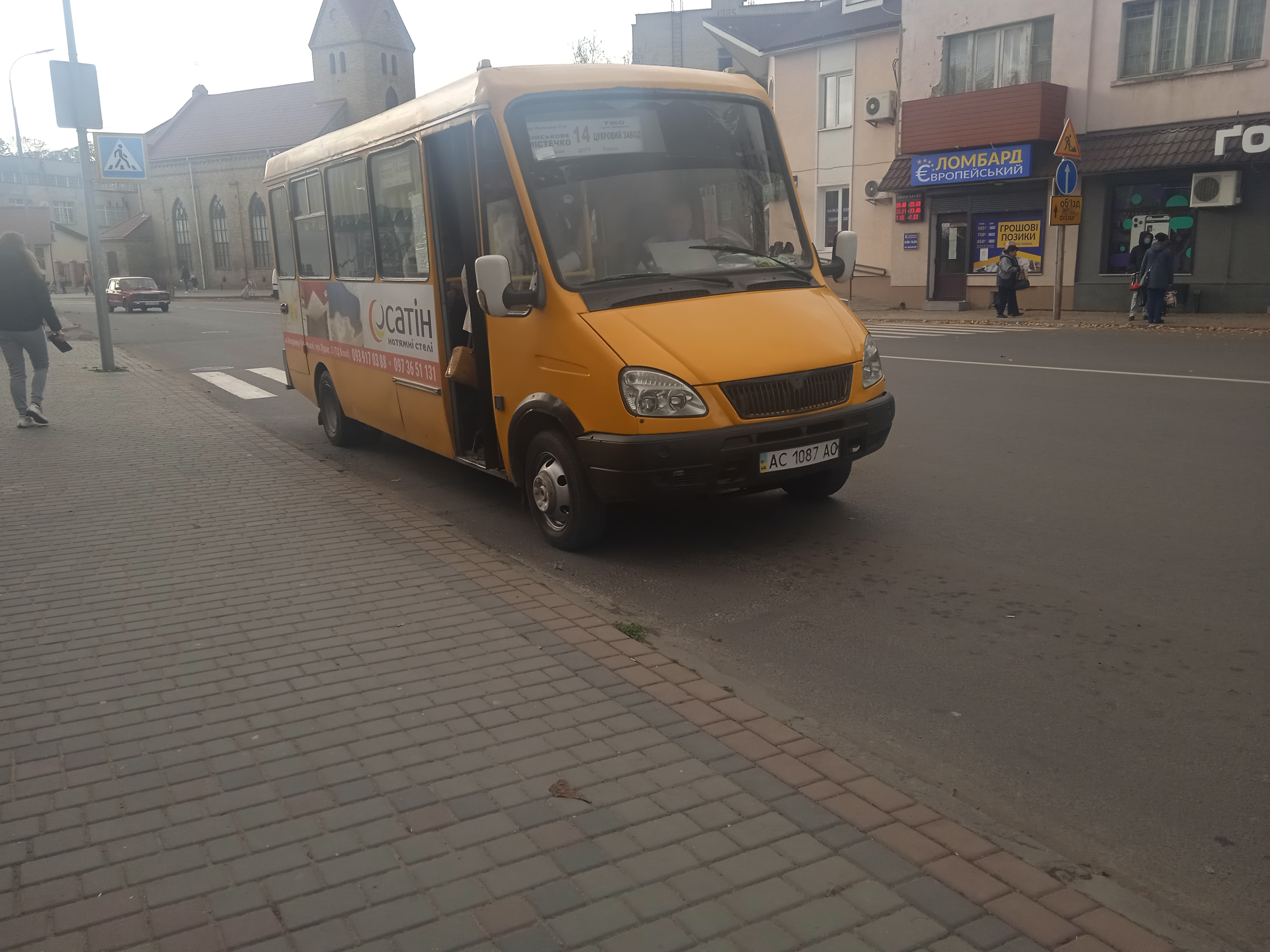
БАЗ-22154 во Владимире